# Astragalus koslovii
Astragalus koslovii — вид квіткових рослин з родини бобових (Fabaceae). Ареал охоплює такі країни: Монголія.

## Середовище
Це багаторічна трав'яниста рослина, що зустрічається в посушливих руслах ярів та гірських стежок. Вид описують як представника пустельних степів. Висота: 1500–2500 метрів. Наразі немає відомих серйозних загроз для цього виду.